# Hoài Dương
Hoài Dương (chữ Hán giản thể: 淮阳区, Hán Việt: Hoài Dương khu) là một quận của địa cấp thị Chu Khẩu, tỉnh Hà Nam, Cộng hòa Nhân dân Trung Hoa. Quận này có diện tích 1469 km2, dân số 1,2412 triệu người. Trong lịch sử, quận này còn có tên khác là Uyển Khâu, Trần Châu. Hoài Dương nằm ở trung tâm nền văn minh Hoàng Hà, có lịch sử lâu đời. Theo truyền thuyết thì Phục Hy và Thần Nông đã xây kinh đô ở đây. Trần Quốc thời Tây Chu nằm ở khu vực ngày nay là Hoài Dương. Thời Xuân Thu thì nước Sở lập huyện Trần, thời nhà Tần đổi tên thành Trần Quận.. Trần Thắng xây dựng Trương Sở tại đây. Thời Tây Hán thì xây dựng Hoài Dương Quốc, từ đó khu vực này có tên Hoài Dương. Quận này được chia ra thành các đơn vị hành chính gồm 6 trấn.